# هيرمان أوتو تيودور باول
هِيرمان تِيُودور پاول (بالألمانية: Hermann Paul)‏ (1846-1921) لِسانِيّ، ومُعجميّ ألمانِيّ. من أهمّ مؤلَّفاتِه كِتاب بعُنوان «مبادِئ تاريخ اللُغة».

## وصلات خارجية
- قائمة كتب ومؤلفات هيرمان أوتو تيودور باول (فهرس المكتبة الوطنية الألمانية).